# Język mandarski
Język mandarski – język austronezyjski używany w prowincjach Celebes Południowy i Celebes Zachodni w Indonezji, przez lud Mandar. Według danych z 2000 roku posługuje się nim 475 tys. ludzi.
Według Ethnologue dzieli się na dialekty: majene, balanipa (napo-tinambung), malunda, pamboang, sendana (cenrana, tjendana). W użyciu są także języki indonezyjski i bugijski.
Nie jest zagrożony wymarciem, zdecydowanie dominuje w regionie. W latach 70./80. XX w. służył jako preferowany środek codziennej komunikacji, m.in. w kontaktach domowych, ale często również w sytuacjach oficjalnych. Jest również wykorzystywany na początkowym etapie edukacji. Według doniesień z 2011 r. pozostaje w szerokim użyciu, przy czym odnotowano wzrost roli języka indonezyjskiego i malajskiego makasarskiego.
Do jego zapisu służy alfabet łaciński, przy czym dawniej posługiwano się pismem bugijskim. W piśmie bugijskim powstawały manuskrypty na liściach palmowych (rontal). Dzisiaj jego forma pisana jest słabo rozwinięta, mandarski służy przede wszystkim jako język mówiony. Projekt ortografii łacińskiej ukazał się w 1975 r. W latach 70. i 80. XX w. powstało szereg prac nt. języka mandar, w dużej mierze wydanych pod auspicjami Pusat Pembinaan dan Pengembangan Bahasa. Materiały poświęcone temu językowi obejmują słowniki (1975, 1977) oraz opracowania gramatyczne (1979/1980, 1983, 1992)  .